# 선후관계와 인과관계
선후관계와 인과관계(先後関係-因果関係)는 경제학을 배우는 데있어서 합성의 오류와 같이 범하기 쉬운 오류의 가리키는 말이다.  전통적 논리학의 오류론에서 「이 뒤에 따라서 이 때문에」에 해당한다. 
선후관계란, 어떤 사상 A가 일어난 뒤에 사상 B가 관측되는 관계. 인과관계란, 어떤 사상 A가 일어난 것이 사상 B의 발생에 대하여 영향을 미치는 관계. 
이를테면, 태양이 떠오른 뒤에 기온이 상승하면 필연성 있는 인과관계가 있을 것이다. 그러나 바람직하지 않은 운세 결과 뒤에 나쁜 일이 일어나더라도, 이것은 인과관계가 아닌 필연성 없는 선후관계라고 할 수 있다. 
경제학에서는 다양한 사상이 일어나고, 그들 상호의 영향이 이론화되어 가지만, 선후관계를 인과관계로 잡지 않도록 조심해야 한다고 여겨지고 있다.

## 같이 보기
- 경제학
- 합성의 오류
- 인과성
- 현상, 법칙, 사고실험, 실증주의
- 이 뒤에 따라서 이 때문에